# Det trækker på fru Henriksen
Det trækker på fru Henriksen er en dansk dokumentarfilm fra 1974, der er instrueret af Hans-Henrik Jørgensen efter manuskript af ham selv og Carsten Fälling.

## Handling
En kassedame i et supermarked udsættes for fysiske og psykisk miljøfaktorer. Hun ender på en revalideringsklinik som uarbejdsdygtig.